# Elezioni presidenziali in Francia del 2012
Le elezioni presidenziali in Francia del 2012 si tennero il 22 aprile (primo turno) e il 6 maggio (secondo turno). Al termine delle consultazioni, è risultato eletto al secondo turno François Hollande, che sconfisse il presidente uscente Nicolas Sarkozy.

## Contesto
Le elezioni presidenziali avvengono dopo 17 anni di presidenza di destra e dopo 10 anni di maggioranza UMP.
Il presidente in carica, Nicolas Sarkozy, è all'Eliseo dal 2007. Le elezioni intermedie (senatoriali 2008 e 2011, europee 2009, regionali 2010, cantonali 2008 e 2011 e municipali 2008) sono state difficili per la maggioranza presidenziale. Durante il suo mandato, Sarkozy ha dovuto far fronte alle conseguenze della «grande recessione» e della crisi del debito sovrano europeo (che certamente hanno contribuito al non rispetto di alcune promesse della campagna del 2007, ma queste due crisi, come poi anche la primavera araba, non erano prevedibili nel 2007). Egli è soprattutto criticato dall'opposizione per il suo stile di presidenza e la sua gestione della crisi sul piano interno, viceversa la sua politica internazionale fa più consensi. Anche se la sua quota di popolarità è a dei livelli bassi, essa ricomincia a risalire verso la fine del 2011 e nessun altro candidato si manifesta a destra, anche perché la sua volontà di ripresentarsi non lascia dubbi (anche se si dichiarerà candidato solo il 15 febbraio 2012).
Il Partito Socialista, dopo aver attraversato una fase difficile al momento del Congresso di Reims (novembre 2008), ha approfittato dell'impopolarità del Presidente Sarkozy. La candidatura del direttore generale del Fondo monetario internazionale (FMI), Dominique Strauss-Kahn, favorita dalla sua statura internazionale e dai sondaggi favorevoli, pareva acquistia. Tuttavia, dopo l'accusa di aggressione sessuale contro Strauss-Kahn, è François Hollande che è designato candidato, contro la segretaria del partito Martine Aubry, a seguito di elezioni primarie aperte a tutti i simpatizzanti PS. Da quel momento, Hollande figura come il grande favorito delle elezioni presidenziali, i sondaggi del secondo turno lo accreditano di più del 60% di voti contro Sarkozy.
All'estrema destra, Marine Le Pen sembra in buona posizione, a causa dei buoni risultati ottenuti dal Fronte Nazionale alle ultime elezioni regionali e cantonali, e delle intenzioni di voto in suo favore, che raggiungono un livello inedito (anche > 20%) per una candidatura di estrema destra. 

La sinistra radicale appare divisa, con tre candidature, anche se quella di Jean-Luc Mélenchon è la più forte, dal momento che è appoggiato dal Fronte di Sinistra (una coalizione elettorale che comprende PCF, PG e altri partiti comunisti minori). 

Al centro, François Bayrou (candidato del MoDem), si presenta nuovamente, dopo il buon risultato del 2007, anche se i sondaggi elettorali prevedono per lui un risultato inferiore a quello di 5 anni prima. 

Anche gli ecologisti di Europa Ecologia I Verdi hanno scelto il loro canditato attraverso delle elezioni primarie, la deputata europea ed ex magistrata Eva Joly batte il favorito Nicolas Hulot, presentatore televisivo ed ecologista mediatizzato, già presidente della Fondation Nicolas-Hulot.

### Elezioni primarie socialiste
Il Partito Socialista ha scelto il proprio candidato attraverso il metodo delle elezioni primarie, tenutesi l'8 e 9 ottobre 2011. Ad essa hanno preso parte Martine Aubry, ex ministro dal 1997 al 2000, nonché sindaco di Lilla dal 2001 e segretaria del Partito dal 2008; François Hollande, in passato sindaco di Tulle, e segretario del Partito dal 1997 al 2008; Arnaud Montebourg, deputato e presidente del dipartimento Saona e Loira dal 2008; Ségolène Royal, ex ministro e deputato, presidente della regione Poitou-Charentes e candidata alle elezioni precedenti; Manuel Valls, deputato e sindaco di Évry dal 2001; Jean-Michel Baylet, presidente del Partito Radicale di Sinistra, ex ministro, senatore, presidente del dipartimento di Tarn e Garonna. Nessun candidato ottiene la maggioranza assoluta dei voti per cui il PS procede ad organizzare il ballottaggio tra i due politici che hanno ottenuto più consensi al primo turno. Tutti i candidati esclusi danno indicazione di voto per Hollande. Anche Montebourg, pur non dando esplicita dichiarazione di voto per Hollande, dichiara il suo appoggio al primo classificato. Al secondo turno, svoltosi il 15 e 16 ottobre, Hollande ottiene il 56,57% dei voti contro il 43,43% di Aubry e diventa ufficialmente il candidato del partito.
I risultati sono stati i seguenti:
| Candidati           | Partito                      | I turno   | I turno | II turno  | II turno |
| Candidati           | Partito                      | Voti      | %       | Voti      | %        |
| ------------------- | ---------------------------- | --------- | ------- | --------- | -------- |
| François Hollande   | Partito Socialista           | 1.038.188 | 39,17%  | 1.196 253 | 58,71    |
| Martine Aubry       | Partito Socialista           | 806.168   | 30,42%  | 841.310   | 41,29    |
| Arnaud Montebourg   | Partito Socialista           | 455.601   | 17,19%  |           |          |
| Ségolène Royal      | Partito Socialista           | 184.091   | 6,95%   |           |          |
| Manuel Valls        | Partito Socialista           | 149.103   | 5,63%   |           |          |
| Jean-Michel Baylet  | Partito Radicale di Sinistra | 17.055    | 0,64%   |           |          |
| Jean-Luc Bennahmias | Fronte Democratico           | 16.869    | 1,02    |           |          |
| Totale              | Totale                       | 2.667.075 | 100     | 2.037.563 | 100      |
| Fonte:              |                              |           |         |           |          |

## Le fasi elettorali

### Candidature
La candidatura per le elezioni presidenziali richiede la firma di 500 eletti su 47.000: questi possono essere sindaci, consiglieri e presidenti regionali e provinciali, parlamentari, senatori ed europarlamentari. Nel 2012, 10 candidati hanno raccolto le 500 firme in tempo e il 19 marzo è stata presentata la lista definitiva dei candidati.

### Primo turno
Il primo turno delle elezioni Presidenziali francesi si è svolto il 22 aprile 2012 e ha visto prevalere il candidato socialista François Hollande sul Presidente uscente Nicolas Sarkozy (prima volta che un Presidente uscente viene battuto al primo turno).
Al terzo posto, con il miglior risultato di sempre (fino ad allora) per il Fronte Nazionale, la sua leader Marine Le Pen, grazie al risultato ottenuto nelle zone rurali (anche se il padre era riuscito ad accedere al secondo turno nel 2002); al quarto posto il candidato Jean-Luc Mélenchon del Fronte di Sinistra.
Confermate, sostanzialmente, le previsioni dei sondaggi elettorali (aprile 2012, Hollande era previsto al 27%-30% e ha ottenuto il 28,63%; Sarkozy era previsto al 24%-27%, ha ottenuto il 27,18%; Le Pen era prevista al 14%-17% e ha ottenuto il 17,9%; Mélenchon era previsto al 12%-17% e ha ottenuto l'11,1%).

### Secondo turno
Tra i due turni, Eva Joly, Jean-Luc Mélenchon, Philippe Poutou e Jacques Cheminade invitano i propri elettori a votare o per François Hollande o contro Nicolas Sarkozy. Marine Le Pen, Nicolas Dupont-Aignan e Nathalie Arthaud non danno alcun indicazione di voto, la candidata FN dichiara tuttavia che a titolo personale lei voterà "scheda bianca". Il 3 maggio 2012, François Bayrou, ultimo candidato battuto a pronunciarsi per il secondo turno, annuncia che a titolo personale voterà per François Hollande, senza tuttavia dare questa indicazione esplicitamente ai propri elettori.
Il secondo turno delle elezioni presidenziali francesi si è svolto il 6 maggio 2012 e la vittoria elettorale è andata al socialista François Hollande che è stato eletto con il 51,64% dei voti contro il 48,36% del presidente uscente Nicolas Sarkozy. 

Hollande diventa il ventiquattresimo Presidente della Repubblica francese e riporta, dopo diciassette anni, il Partito Socialista alla Presidenza della Repubblica francese (il primo e ultimo presidente socialista era stato François Mitterrand dal 1981 al 1995).

## Risultati
|                 | François Hollande     | Partito Socialista - PRG - GÉ - MRC | 10 272 705 | 28,63 | 18 000 668 | 51,64 |  |  |
|                 | Nicolas Sarkozy       | UMP - NC - PR - LGM - MpF - CPNT    | 9 753 629  | 27,18 | 16 860 685 | 48,36 |  |  |
|                 | Marine Le Pen         | Fronte Nazionale                    | 6 421 426  | 17,90 |            |       |  |  |
|                 | Jean-Luc Mélenchon    | Fronte di Sinistra                  | 3 984 822  | 11,10 |            |       |  |  |
|                 | François Bayrou       | Movimento Democratico               | 3 275 122  | 9,13  |            |       |  |  |
|                 | Eva Joly              | EE - MEI                            | 828 345    | 2,31  |            |       |  |  |
|                 | Nicolas Dupont-Aignan | Alzati Repubblica                   | 643 907    | 1,79  |            |       |  |  |
|                 | Philippe Poutou       | Nuovo Partito Anticapitalista       | 411 160    | 1,15  |            |       |  |  |
|                 | Nathalie Arthaud      | Lotta Operaia                       | 202 548    | 0,56  |            |       |  |  |
|                 | Jacques Cheminade     | Solidarietà e Progresso             | 89 545     | 0,25  |            |       |  |  |
| Totale          | Totale                | Totale                              | 35 883 209 | 100   | 34 861 353 | 100   |  |  |
|                 |                       |                                     |            |       |            |       |  |  |
| Voti non validi | Voti non validi       | Voti non validi                     | 701 190    | 1,92  | 2 154 956  | 5,82  |  |  |
| Votanti         | Votanti               | Votanti                             | 36 584 399 | 79,48 | 37 016 309 | 80,35 |  |  |
| Elettori        | Elettori              | Elettori                            | 46 028 542 |       | 46 066 307 |       |  |  |

## Analisi del voto
I sondaggi elettorali (sia relativi al primo turno che al secondo) effettuati da novembre 2011 (dopo le primarie socialiste del 16 ottobre) ad aprile 2012 hanno sempre mostrato François Hollande in vantaggio su Nicolas Sarkozy.
A novembre 2011, François Hollande era dato tra il 30% e il 35% (al primo turno) e tra il 56% e il 60% (al secondo turno), mentre Nicolas Sarkozy era dato tra il 24% e il 29% (al primo turno) e tra il 40% e il 44% (al secondo turno).
Lo scarto tra i due candidati principali si è gradualmente ridotto nei mesi successivi, ma non abbastanza da invertirne la tendenza.
Ad aprile 2012, François Hollande era dato tra il 26% e il 30% (al primo turno) e tra il 53% e il 58% (al secondo turno), mentre Nicolas Sarkozy era dato tra il 23% e il 30% (al primo turno) e tra il 42% e il 47% (al secondo turno).
Alla fine, i risultati finali (sia del primo turno che del secondo) hanno mostrato scarti ben più ridotti.
I sondaggi, così come le stime di voto diffuse la sera delle due elezioni, hanno sempre sovrastimato lo scarto tra François Hollande e Nicolas Sarkozy.
Le analisi dopo il voto hanno inoltre evidenziato che la riduzione dello scarto tra i due candidati principali era reale e costante, ma essa era troppo lenta per ribaltarne l'esito. In effetti la campagna elettorale di Hollande era iniziata molto presto, già con le primarie socialiste fin dall'estate 2011; mentre Sarkozy ha ufficializzato la sua candidatura (ed è quindi entrato in campagna elettorale) solo il 15 febbraio 2012, poco più di due mesi prima del primo turno.
Infine, la maggior parte dei candidati battuti al primo turno ha invitato a votare per François Hollande o contro Nicolas Sarkozy e nessuno si è dichiarato per Sarkozy. Analisi e sondaggi successivi hanno inoltre evidenziato che più che un voto di adesione a Hollande (o al suo programma) si è trattato di un voto contro Sarkozy (a prescindere dal suo programma).
Alla fine, la differenza tra i due candidati è stata dell'1,45% (pari a 519.076 voti) al primo turno e del 3,28% (pari a 1.139.983 voti) al secondo turno; o la metà di queste cifre si considera, che essendo un ballottaggio, se la percentuale di un candidato diminuisce, la percentuale dell'altro candidato aumenta automaticamente.